# Airbus A380
Airbus A380 este un avion de linie cu fuzelaj larg care a fost dezvoltat și produs de Airbus. Este cel mai mare avion de pasageri din lume și primul avion de mare capacitate cu două punți complete pentru pasageri. Studiile Airbus au început în 1988, iar proiectul a fost anunțat în 1990 pentru a contesta dominația lui Boeing 747 pe piața curselor lungi. Proiectul desemnat atunci A3XX a fost prezentat în 1994; Airbus a lansat programul A380 de 9,5 miliarde de euro pe 19 decembrie 2000. Primul prototip a fost dezvăluit la Toulouse pe 18 ianuarie 2005, iar primul său zbor a fost efectuat pe 27 aprilie 2005. A obținut certificatul său de tip de la Agenția Europeană pentru Siguranța Aviației (EASA) și Administrația Federală a Aviației din SUA (FAA) la 12 decembrie 2006.
Avionul este cvadrimotor și oferă zboruri de mare distanță, de până la 15.200 km. Fiecare punte are câte două culoare, avionul fiind certificat pentru operațiuni cu până la 880 pasageri (uzual transportă între 420 și 620 pasageri, în funcție de dorința companiei proprietare). Puntea superioară A380 se extinde de-a lungul întregii lungimi a fuzelajului; este mai restrânsă decât puntea inferioară, dar rămâne comparabilă cu lățimea altor aeronave cu fuzelaj larg. Aceasta oferă 550 de metri pătrați de spațiu util, cu 40% mai mult decât cel mai mare transportator aerian, Boeing 747-8, și oferă scaune pentru 525 de persoane într-o configurație tipică de trei clase sau până la 853 de persoane într-o configurație de clasă economică.
Din cauza dificultăților cu cablarea electrică, producția inițială a fost întârziată cu doi ani, iar costurile de dezvoltare aproape s-au dublat. A fost livrat pentru prima dată către Singapore Airlines pe 15 octombrie 2007 și a intrat în serviciu pe 25 octombrie. Producția a atins un vârf de 30 pe an în 2012 și 2014. Cu toate acestea, după ce cel mai mare client, Emirates, și-a redus ultima comandă în februarie 2019, Airbus a anunțat că producția A380 se va încheia în 2021. La 16 decembrie 2021, Emirates a primit cel de-al 123-lea său A380, care a fost al 251-lea și ultimul livrat de către Airbus. Costul de dezvoltare estimat la 25 de miliarde de dolari pentru A380 nu a fost recuperat niciodată.

## Istorie
Avionul a fost construit pentru a asigura zboruri de mare distanță și capacitate pe rute principale între nodurile importante (și foarte congestionate) ale marilor companii aeriene. Acoperă o piață de nișă, majoritatea liniilor aeriene neavând nevoie de capacități așa mari pentru serviciile lor. La începutul anilor 1990 au existat 3 studii pentru un astfel de proiect, unul produs de compania Boeing numit VLCT, unul produs de compania McDonnell Douglas numit MD-12 și A3XX produs de Airbus. Din cauza pieței foarte scăzute, care nu putea susține mai mult de un fabricant, dar și din cauza crizei asiatice din 1997, ceilalți s-au retras (McDonnell Douglas fiind și achiziționat de Boeing), Airbus rămânând singurul producător pe segmentul de piață.
Modelul ales s-a remarcat constructiv prin existența a două etaje suprapuse și a fost botezat A380 (8 fiind considerată cifră norocoasă în Asia, dar reprezentând și cele două nivele suprapuse). Până la primul zbor, care a avut loc la 18 ianuarie 2005, dezvoltarea avionului a costat 11 miliarde de euro.
După primul zbor, însă, producția s-a lovit de nenumărate dificultăți, care au dus la amânarea livrării avionului la cumpărători cu peste doi ani, din cauza problemelor legate de cablarea avionului (care s-au datorat folosirii a două versiuni incompatibile de software), masei prea mari, aripii care nu trecea testele de rezistență și problemelor generate de furnizori. Astfel, au existat trei amânări, iar primul avion, care trebuia livrat la începutul anului 2006, a fost livrat abia la 15 septembrie 2007 companiei Singapore Airlines, efectuând prima cursă pe ruta Singapore-Sydney.

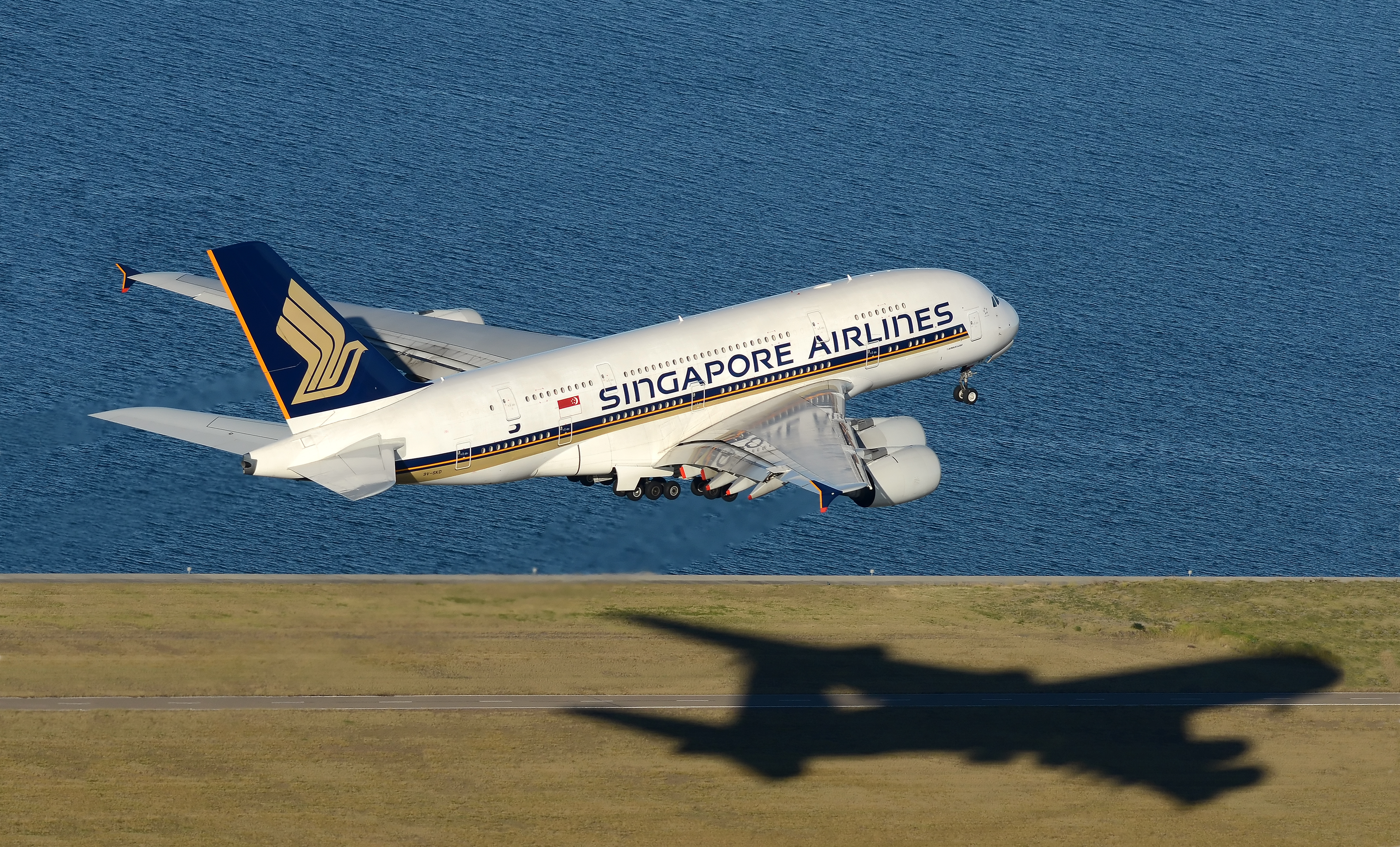

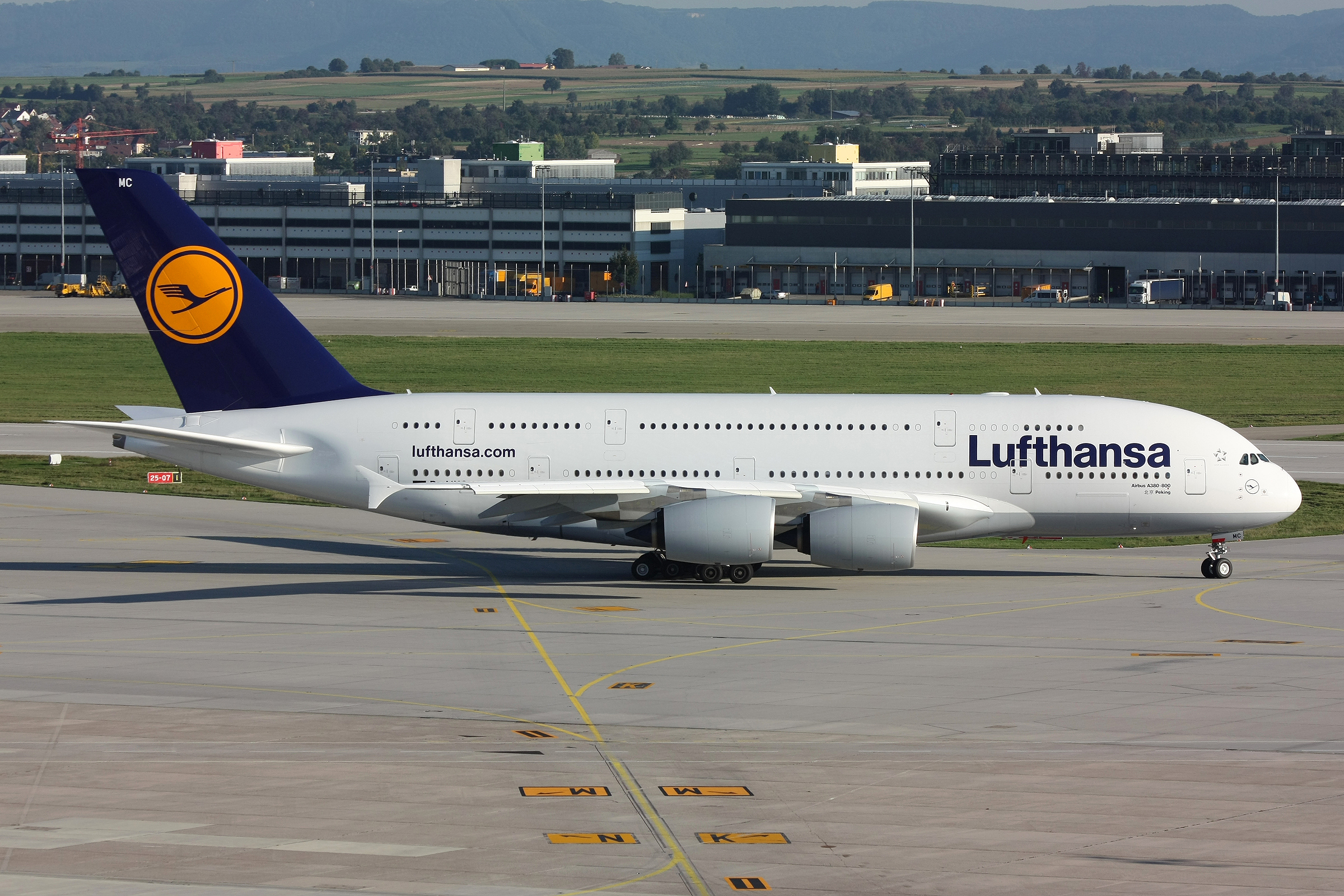

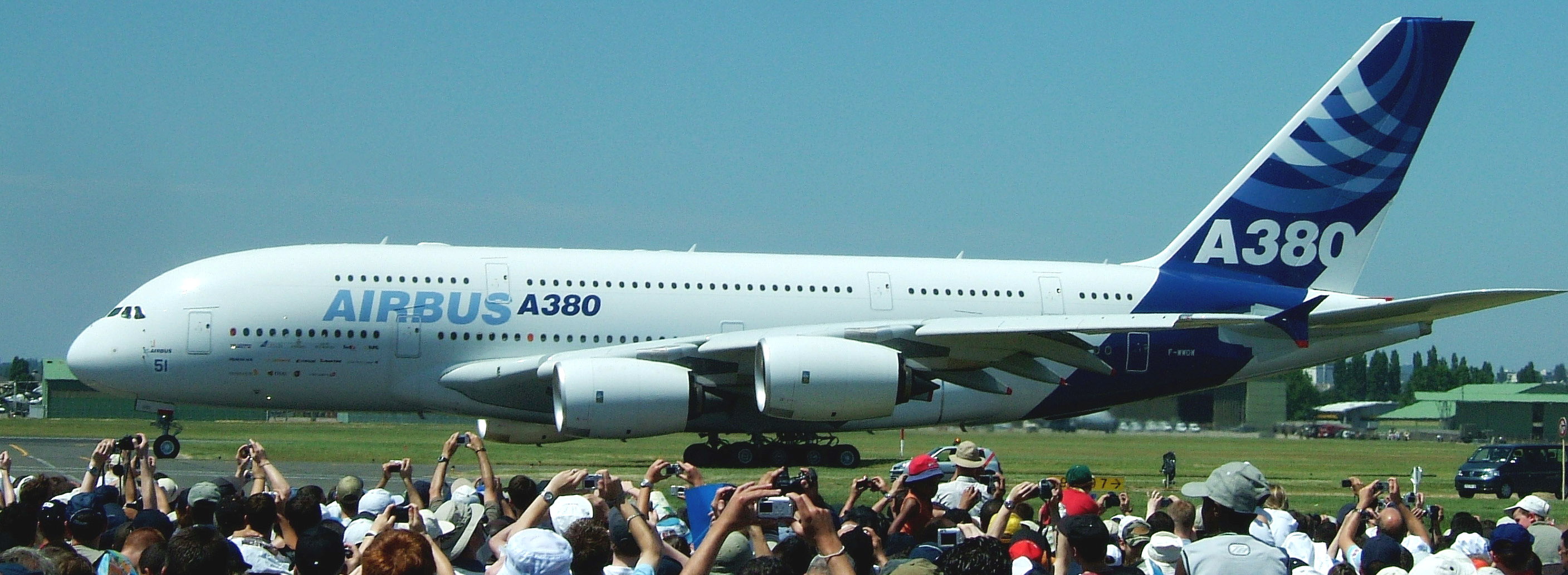

## Design

O comparație între cele mai mari avioane din lume, A380 cu rosu

Avionul a fost gândit pentru a transporta 555 pasageri într-o configurație cu 3 clase sau 853 într-o configurație cu o singură clasă. Structurile au fost gândite pentru a putea fi folosite și pe o versiune cargo, și pe o versiune mai lungă (A380-900) (care, dacă ar fi produs, ar transporta până la 960 de pasageri). Oferă astfel, o capacitate cu 100 de locuri mai mare decât următorul avion ca mărime - Boeing 747. Este cel mai mare avion produs în serie, singurul avion mai mare decât acesta fiind Antonov An-225, din care însă nu s-a produs decât un singur exemplar.

Dispunerea locurilor la clasa economic într-un A380

Cabina de comandă beneficiază de instrumentație digitală cu 6 afișaje LCD și sisteme fly-by-wire, comandă prin intermediul unui joystick. Se oferă un sistem multifuncțional de afișare pentru planificarea zborurilor, dotat cu tastatură și mouse. Avionica este și ea foarte avansată, bazându-se pe un sistem modular integrat, rețelele de date bazându-se pe o versiune adaptată a standardului Ethernet.
Se oferă două motorizări, una cu motoare Rolls-Royce Trent 900, iar cealaltă cu motoare Engine Alliance GP7200, ambele oferind nivel de zgomot suficient de scăzut și pentru operațiune pe Aeroportul Heathrow de lângă Londra.
25 % din avion este făcut din materiale compozite, precum fibră de carbon. Se folosesc și aliaje de aluminiu care pot fi sudate, eliminând necesitatea utilizării niturilor.
Pentru pasageri se oferă o cabină dotată cu LED-uri, și un spațiu mai mare decât în cazul altor avioane. Dacă inițial se propunea dotarea cabinei cu restaurante, cazinouri, și chiar piscine, aceste propuneri au fost abandonate din rațiuni financiare. Însă dotarea unora din aceste avioane cu baruri sau dușuri, mai ales pentru clasa I, a fost deja realizată.
În mod standard, locurile pentru clasa I și clasa business vor fi oferite în partea frontală a avionului, la etajul superior (deși unele linii aeriene doresc amenajarea acestui spațiu la etajul inferior). Pentru clasa economic se va oferi o configurație cu 10 locuri pe rând la etajul inferior (tipic 3+4+3) și 8 locuri la etajul superior (2+4+2 sau 3+3+2).

## Aeroporturi
Deși avionul încape în poarta standard (80X80 m), aeroporturile au fost nevoite să facă investiții mari în infrastructură, precum lățirea spațiului de rulare din cauza aripilor uriașe, asfaltarea pragurilor pentru a nu se risca absorbția de obiecte în motor, ranforsarea podurilor (acolo unde există), achiziționarea de tractoare capabile să tragă uriașa greutate a avionului, adaptarea porților pentru încărcarea a 500-800 pasageri. În plus, din cauza turbulențelor provocate la decolare și aterizare, trebuie asigurată o separație de 6-10 mile nautice față de următorul avion, mai mult decât în cazul oricărui avion, fiind necesare proceduri noi (avionul este încadrat în clasa „Super”, nu poate fi încadrat drept "Light", "Medium" sau "Heavy").

## Livrări și comenzi
Potrivit lui Harald Wilhelm Airbus încă duce lipsă de clienți pentru cele 30 de Airbus-uri A380 pe care vrea să le producă și să le livreze în 2015, anul în care programul A380 ar trebui să nu mai aibă pierderi. Reprezentanții Airbus au declarat că se așteaptă să livreze 25 de A380-uri în 2013, chiar dacă până în momentul de față nu au primit nici o comandă pentru super jumbo. Anul trecut Airbus a primit doar 4 noi comenzi pentru A380, obiectivul fiind de 30.
Wilhelm rămâne optimist și afirmă că Airbus primește, de obicei, comenzi pentru A380 spre sfârșitul anului: "Să nu uităm că în luna iunie va avea loc Paris Air Show, urmat în noiembrie de Dubai Airshow". Referindu-se la afirmațiile CFO-ului Airbus și EADS, un analist francez din aviație precizează: "Vor avea nevoie de un Paris Air Show bun și de anunțuri favorabile legate de A380 la Dubai Airshow. Este necesar ca programul A380 să iasă de pe pierderi în 2015".

## Modele
Momentan este oferit doar un singur model, de pasageri („A380-800”). În trecut a fost oferit și un model de marfă, pentru operațiuni de curierat, dar întârzierile masive au dus la anularea celor două comenzi avute și la amânarea proiectului cu 10 ani.

## Specificații tehnice
|                                           | A380-800                                  |
| ----------------------------------------- | ----------------------------------------- |
| Piloți                                    | 2                                         |
| Pasageri                                  | 525 (3 clase) 644 (2 clase) 853 (1 clasă) |
| Lungime                                   | 73 m                                      |
| Anvergură aripi                           | 79,8 m                                    |
| Înălțime                                  | 24,1 m                                    |
| Lățime fuzelaj                            | 7,14 m                                    |
| Lățime cabină (etaj inferior)             | 6,60 m                                    |
| Lățime cabină (etaj superior)             | 5,94 m                                    |
| Suprafață aripi                           | 845 m²                                    |
| Masă proprie (gol)                        | 276.800 kg                                |
| Masă maximă autorizată la decolare (MTOW) | 560.000 kg                                |
| Încărcătură maximă                        | 90.800 kg                                 |
| Viteză de croazieră                       | 0,85 Mach                                 |
| Viteză maximă                             | 0,89 Mach                                 |
| Distanță de decolare la MTOW              | 2.750 m (9.020 ft)                        |
| Autonomie                                 | 15.200 km (8.200 mile nautice)            |
| Altitudine maximă (plafon de serviciu)    | 13.115 m (43.000 ft)                      |
| Capacitate maximă combustibil             | 310.000 l                                 |
| Motoare (4 x)                             | GP7270 Trent 970                          |

## Operatori
La 31 decembrie 2017 au fost operate 222 de avioane de către 13 operatori.

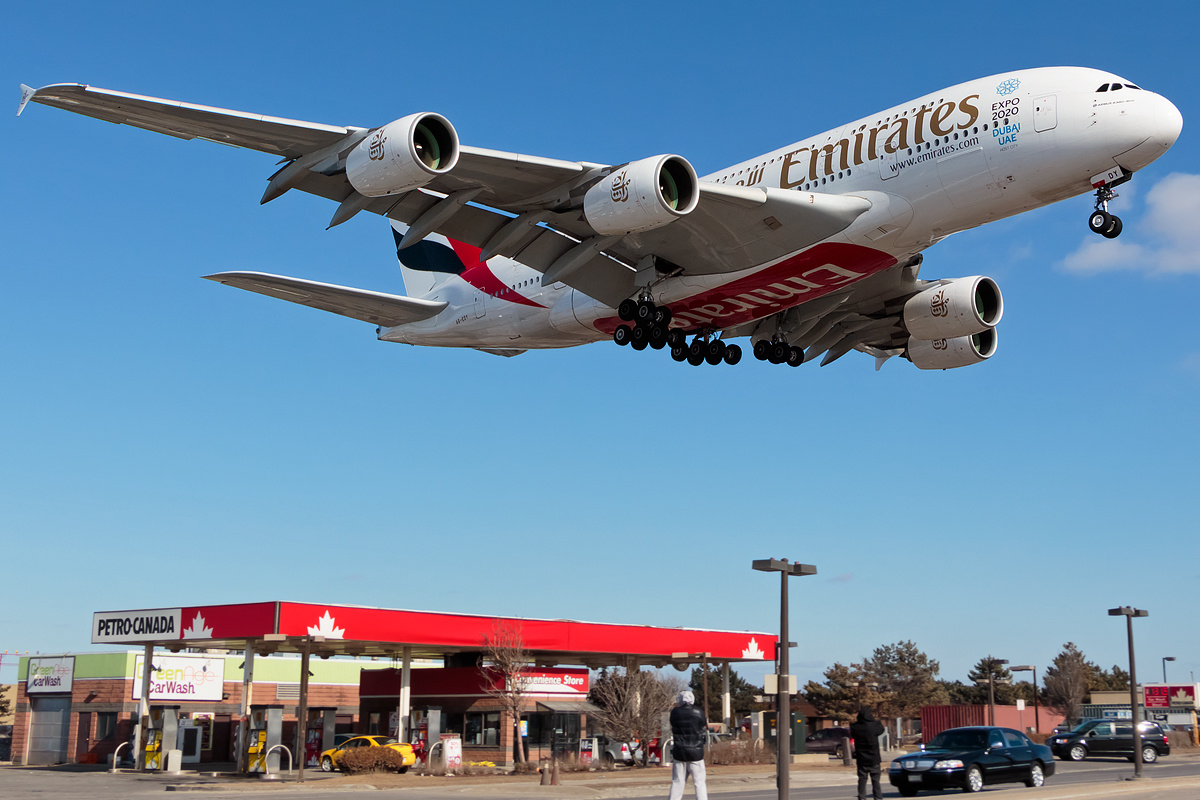
Emirates este cel mai mare operator A380 cu 106 de aeronave în serviciu la momentul actual, noiembrie 2018.

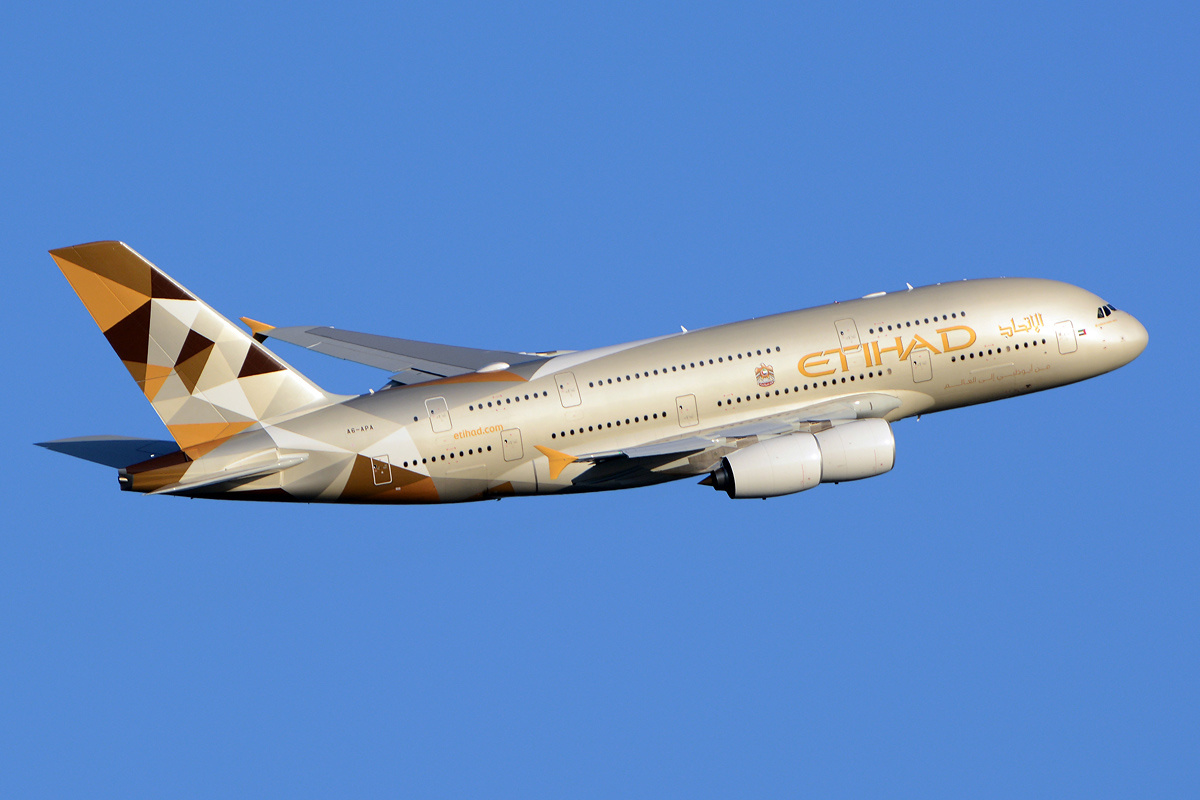
Primul Airbus A380 al Etihad Airways, care decolează de la Heathrow din Londra, spre Abu Dhabi

- Singapore Airlines, primul zbor al companiei la data de 25 octombrie 2007[8]
- Emirates, primul zbor al companiei la data de 1 august 2008[9]
- Qantas, primul zbor al companiei la data de 20 octombrie 2008[10]
- Air France, primul zbor al companiei la data de 20 noiembrie 2009[11]
- Lufthansa, primul zbor al companiei la data de 6 iunie 2010[12]
- Korean Air, primul zbor al companiei la data de 17 iunie 2011[13]
- China Southern Airlines, primul zbor al companiei la data de 17 octombrie 2011[14][15]
- Malaysia Airlines, primul zbor al companiei la data de 1 iulie 2012[16]
- Thai Airways, primul zbor al companiei la data de 6 octombrie 2012[17]
- British Airways, primul zbor al companiei la data de 2 august 2013[18]
- Asiana Airlines, primul zbor al companiei la data de 13 iunie 2014[19]
- Qatar Airways, primul zbor al companiei la data de 10 octombrie 2014[20]
- Etihad Airways, primul zbor al companiei la data de 27 decembrie 2014[21]
- Hi Fly, primul zbor al companiei la data de 1 august 2018[22]